# Krajnik Dolny
Krajnik Dolny, německy Niederkränig a polsky dříve také Bimbrowo, je vesnice ve gmině Chojna v okrese Gryfino v Západopomořském vojvodství v západním Polsku. Nachází se také na pravém břehu veletoku Odra u německo-polské státní hranice na rozhraní mezoregionů Dolina Dolnej Odry a Pojezierze Myśliborskie a na severním konci krajinného parku Cedyński Park Krajobrazowy.

## Historie a popis
V obci se nacházejí zříceniny hrázděného kostela z přelomu 18. a 19. století se hřbitovem. Kostel sice přežil válku, ale byl opuštěn a zdevastován. Po druhé světové válce bylo německé obyvatelstvo odsunuto. V letech 1975–1998 vesnice administrativně patřila do Štětínského vojvodství. Existoval zde hraniční přechod Krajnik Dolny-Schwedt (Przejście graniczne Krajnik Dolny-Schwedt), který byl zrušen 21. prosince 2007 po vstupu Polska do Schengenského prostoru. Hlavním silničním tahem je zde Droga krajowa 26 vedoucí přes most do Německa. Nejbližší sousední vesnicí je Krajnik Górny. V roce 2021 zde trvale žilo 200 lidí.

## Další informace
Přes vesnici vede dálková cyklistická trasa Szlak Zielona Odra.

## Galerie

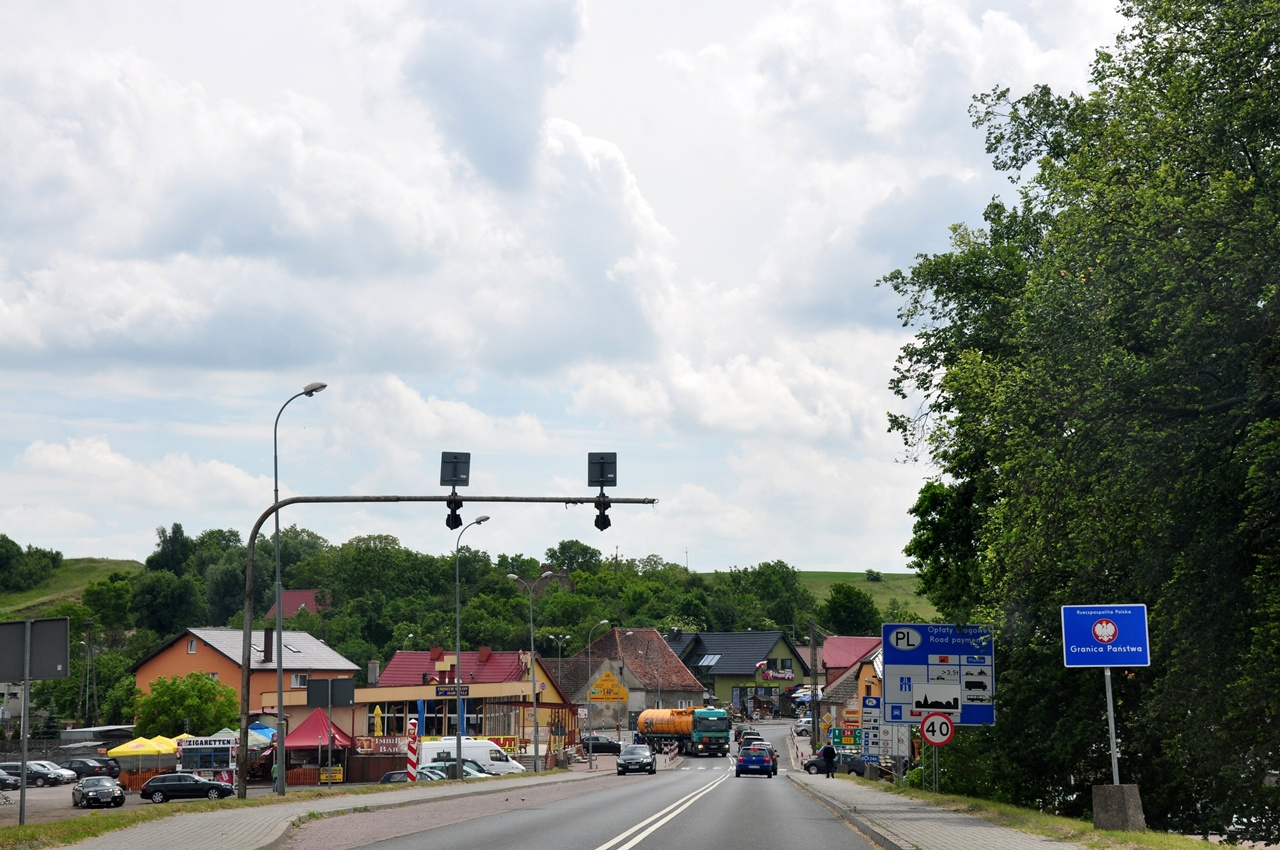
Hraniční přechod
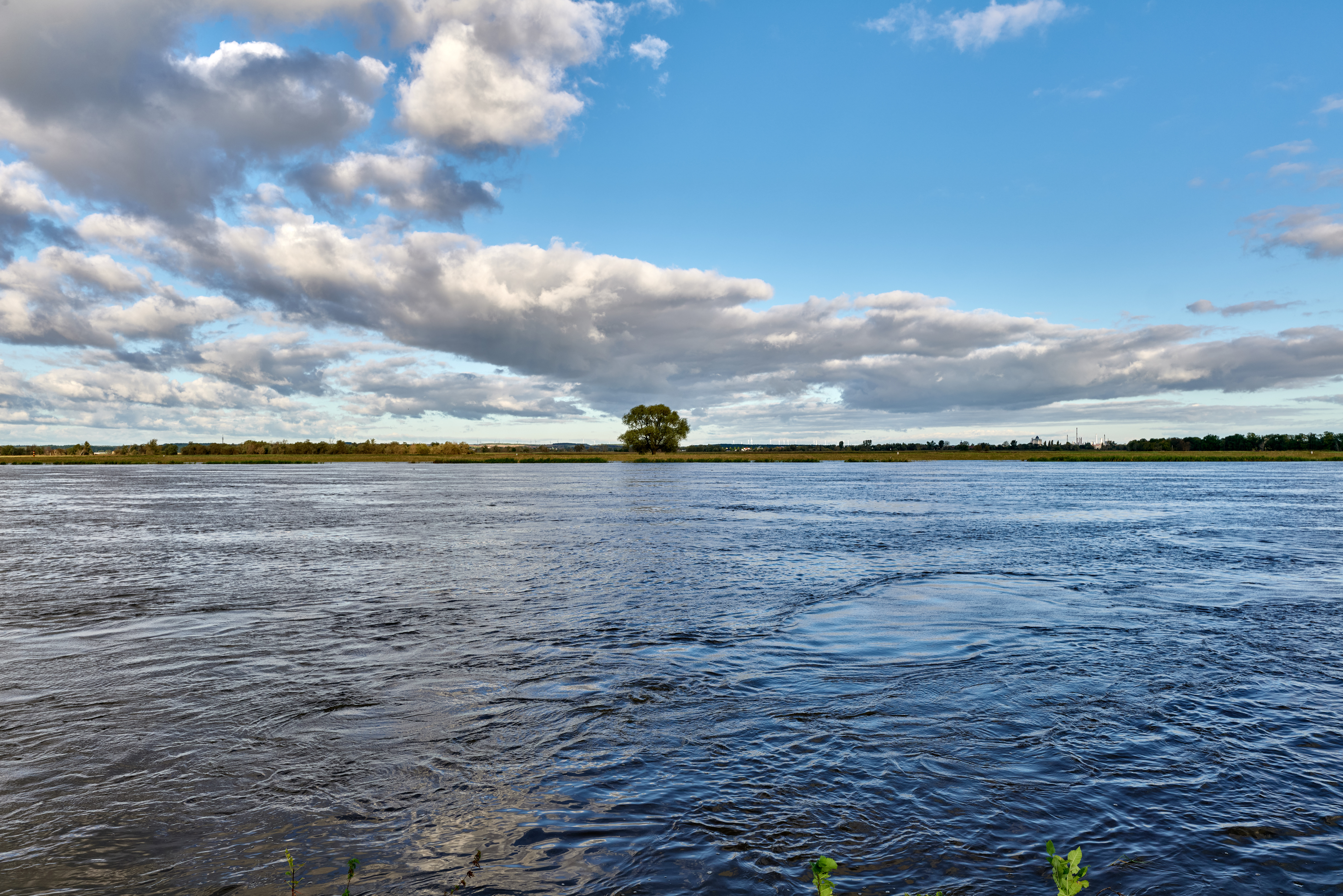
Pohled do Německa během povodní na Odře